# Валадье, Джузеппе
Джузеппе Валадье (итал.  Giuseppe Valadier, фр. Joseph-Louis-Pierre Valadie 14 апреля 1762, Рим — 1 февраля 1839, Рим) — итальянский художник французского происхождения: архитектор, градостроитель, теоретик архитектуры, ювелир, археолог и реставратор. Один из главных представителей неоклассицизма в Италии. Исследователь творчества Андреа Палладио и французской неоклассической архитектуры.

## Биография
Джузеппе Валадье — наиболее известный представитель большой семьи художников XVIII—XIX веков. Основатель семьи — Андре Валадье (1695—1759), французский ювелир родом из Прованса, с 1714 года работал в Италии, в Риме. Его сын — Луиджи Мария Валадье (1726—1785), бронзовщик и серебряных дел мастер, в 1754—1756 годах учился ювелирному делу в Париже. В Риме стал официальным поставщиком папы Пия VI. Выполнял многие заказы: позолоченные алтари и реликварии, церковную утварь, дорогую посуду, сочетая элементы классицизма, маньеризма и барокко.
Сын Луиджи Валадье, Джузеппе, также начинал как ювелир. Первые уроки мастерства получил у отца, затем выполнял образцы мебели и мелкой бронзовой пластики. Позднее учился живописи и архитектуре в римской Академии Святого Луки. Совершенствовал навыки архитектурного проектирования в Милане и Марселе.
В 1781 году Джузеппе Валадье был назначен архитектором Священных дворцов Ватикана. В 1786 году папа Пий VI назначил его главным архитектором папского двора (architetto camerale). Валадье был руководителем восстановительных работ после землетрясения 1789 года в Эмилии-Романье и Марке, восстанавливал кафедральный собор в Урбино. С 1814 года Джузеппе Валадье — главный архитектор Рима. В 1821—1837 годах преподавал теорию архитектуры в Академии Святого Луки.
19 августа 1824 года Джузеппе Валадье стал кавалером ордена Почётного легиона. Скончался 1 февраля 1839 года в Риме в возрасте 76 лет. Портрет архитектора выполнен в 1827 году живописцем Жан-Батист Жозефом Викаром.

## Творческая деятельность
Его первой важной работой была реконструкция купола собора в Урбино, обрушившегося после землетрясения (1789—1801). В Риме Валадье разработал проект Палаццо Браски (1788—1790), реставрировал арки Мульвиева моста (Понте Мильвио), дополнив мост ступенчатыми башнями-павильонами (1805), создал новые фасады церквей Сан-Панталео (1806) и Сан-Рокко (1833). В 1800—1817 годах Валадье выстроил виллу князя Станислава Понятовского на Фламиниевой дороге в Риме (частично перестроена в середине XIX века). В 1819 году проектировал здание оперного Театра Валле (Teatro Valle).
Значительным достижением Валадье-архитектора и градостроителя стало завершение в 1816—1824 годах ансамбля римской Пьяцца-дель-Пополо и примыкающих к площади террас холма Пинчио в Риме. Завершению ансамбля предшествовала длительная проектная разработка, от первых проектов 1793 и 1805 годов до вариантов 1810—1811 годов и окончательного решения 1815 года. Ансамбль включает египетский обелиск, скульптуру, фонтаны, две ростральные колонны. В результате осуществления этого проекта многие постройки XV—XVII веков были объединены в классицистический ансамбль, композиционно связанный с осевой улицей Корсо с эффектными перспективами раскрывающихся в разных направлениях.
Валадье разрабатывал множество проектов, относящихся к другим районам города: озеленение территории между Виа Фламиния и Тибром, от моста Мильвио до порта Рипетты; создание круглой площади с аркадами и лоджиями вокруг колонны Траяна; кольцевой дороги снаружи и внутри стен Аврелиана. Для папы Пия VII он построил церковь Святой Кристины (la chiesa di Santa Cristina) в его родном городе Чезене (1814—1825). Валадье работал вместе с Бертелем Торвальдсеном над монументальной гробницей Пия VII в соборе Сан-Пьетро в Ватикане (1724—1731). Он создал скульптурное обрамление циферблата часов на фасаде Ватиканской базилики Святого Петра (1786—1790), построил «Домик Валадье» (Casina Valadier, 1816—1817) в садах холма Пинчио.
В последний период жизни Валадье посвятил себя реставрации античных памятников, стремясь при этом максимально сохранить их подлинные части: укрепление стен Колизея, обновление триумфальной арки Тита на римском Форуме (1820-е гг.), храма Фортуны Вирилис (новое название: Храм Портуна, 1829—1835), арки Августа в Римини.
Валадье проектировал пригород Рима — Фьюмичино (1822), составил генеральный план площади перед Латеранской базиликой, проектировал виллу Торлония на Номентанской дороге (1802—1806), подходы к Императорским форумам в Риме, предложения по воссозданию базилики Сан-Паоло-фуори-ле-Мура после пожара 1823 года и многое другое.
В подходах к проектированию Джузеппе Валадье ощущается влияние Андреа Палладио, творчество которого он внимательно изучал. Валадье публиковал свои лекции, прочитанные в Академии Святого Луки, в виде трактатов под названием «Практическая архитектура, продиктованная школой и кафедрой выдающейся Академии Святого Луки» (L’architettura pratica dettata nella scuola e cattedra dell’insigne Accademia di S. Luca, 1828—1839. Vol. 1-5). Эти лекции имеют важное значение для истории архитектуроведения.
Помимо архитектуры Валадье продолжал заниматься ювелирным делом. Он разрабатывал образцы мебели, дорогую посуду, например серебряный сервиз для архиепископа Одескальки (1795—1797), сервиз для Палаццо Паллавичини-Роспильози, реликварии и литургические предметы, такие как купель для крещения из позолоченного серебра (La grande fonte battesimale) c фигурами Иоанна Крестителя и ангелов для зала баптистерия (La grande sala del Battistero), также им оформленного, в папской базилике Санта-Мария-Маджоре по заказу папы Пия IX (1825). Среди подобных произведений, известна так называемая «Йоркская чаша», изготовленная в 1800 году для герцога Йоркского, куриального кардинала Генриха (Энрико) Бенедикта Стюарта и переданная в Ватикан по завещанию владельца. На самом деле это литургический набор — потир и дискос, изготовленные из чистого золота с 130-ю бриллиантами. Ныне хранится в музее: Сокровищнице Святого Петра в Ватикане.
В крипте базилики Санта-Мария-Маджоре в драгоценном ковчеге находится «Sacra Culla» («Святая колыбель») — пять деревянных планок, по преданию, оставшихся от яслей Иисуса Христа в Вифлееме. Реликварий из хрусталя, золота и серебра изготовлен Валадье в 1802 году.
Opere di architettura e ornamento (1833).

## Избранные историко-теоретические труды
- Сборник различных изобретений (Raccolta di diverse invenzioni, 1796)

- Архитектурные проекты (Progetti architettonici, 1807)

- О базилике Сан-Паоло-фуори-ле-Мура на Виа Остиензе (Della basilica di S. Paolo sulla via Ostiense, 1823)

- Художественный рассказ о реставрации Арки Тита (Narrazione artistica dell’operato finora nel ristauro dell’Arco di Tito, 1822)

- Произведения архитектуры и орнамента (Opere di architettura е di ornamento, 1833).

## Галерея

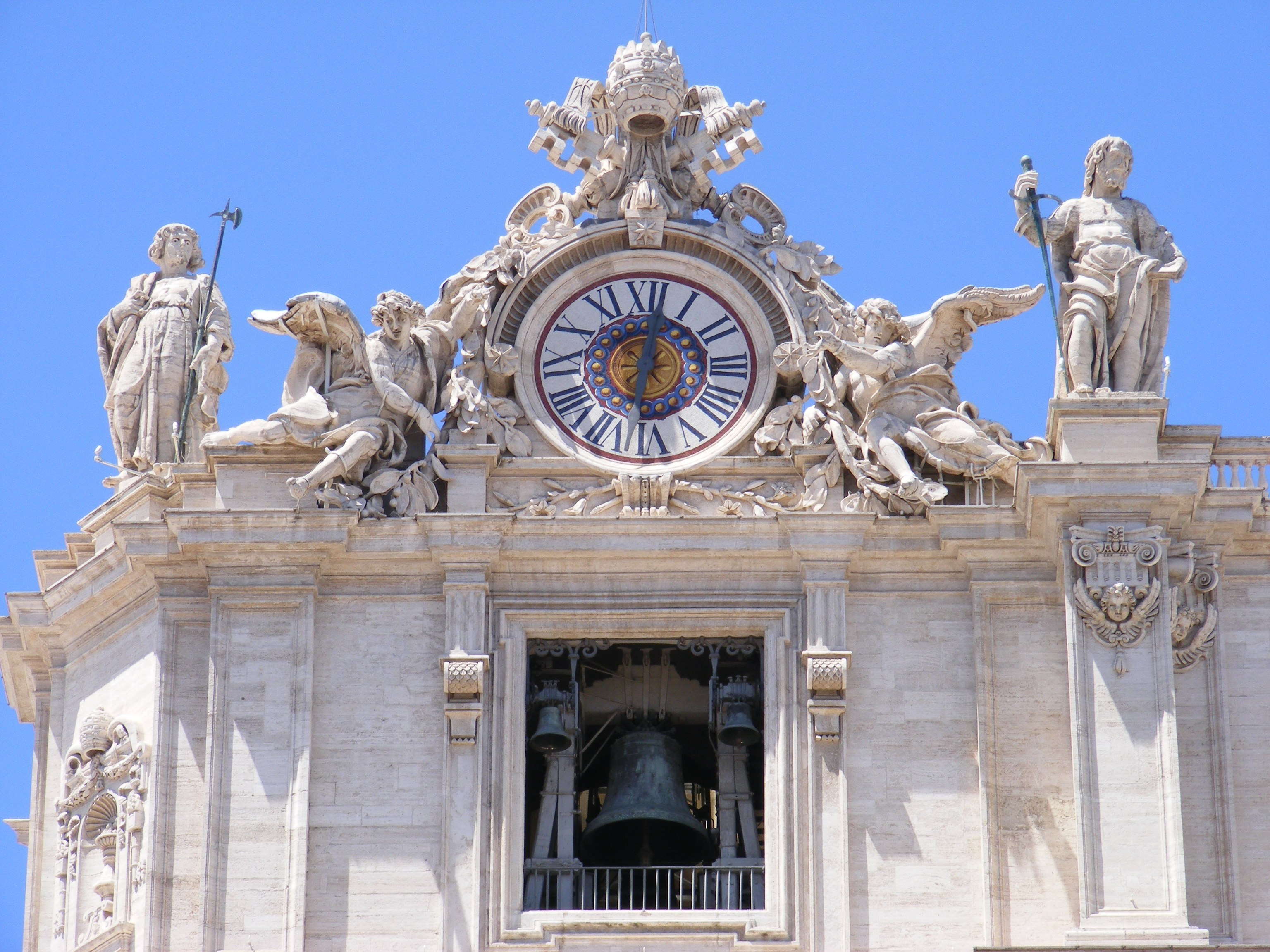
Скульптурное оформление часов на фасаде Собора Святого Петра , Ватикан
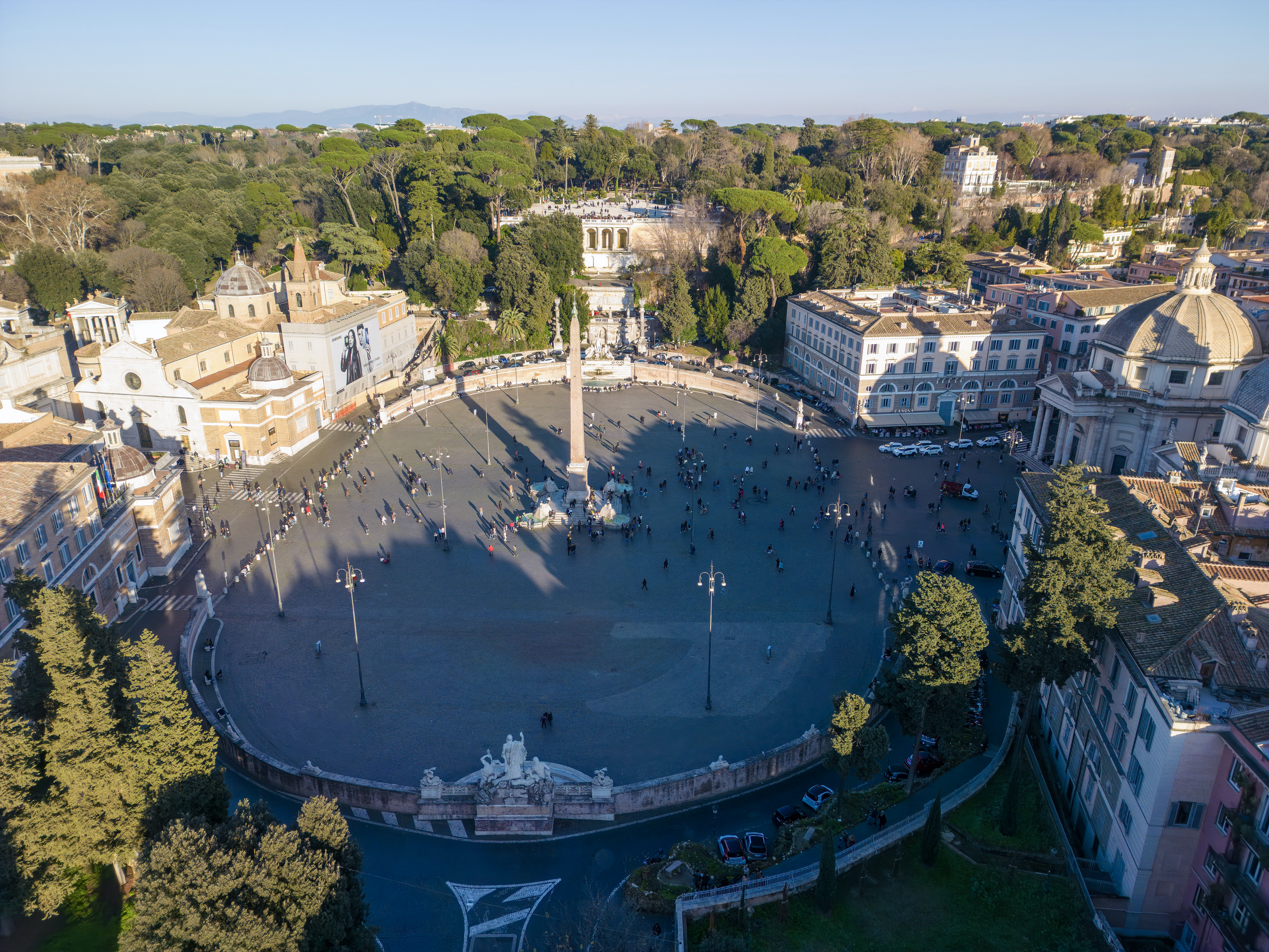
Пьяцца-дель-Пополо в Риме. 1816—1824
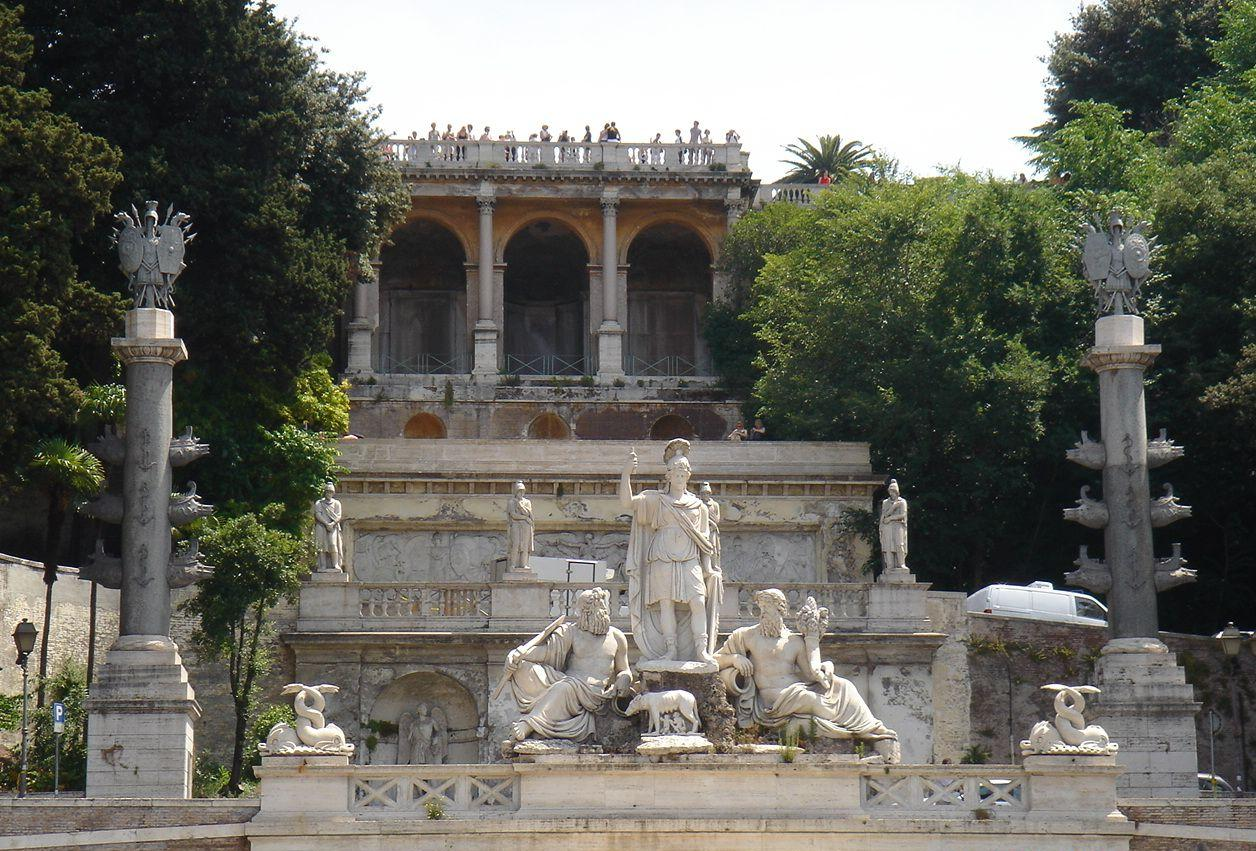
Террасы холма Пинчио в Риме. 1816—1824
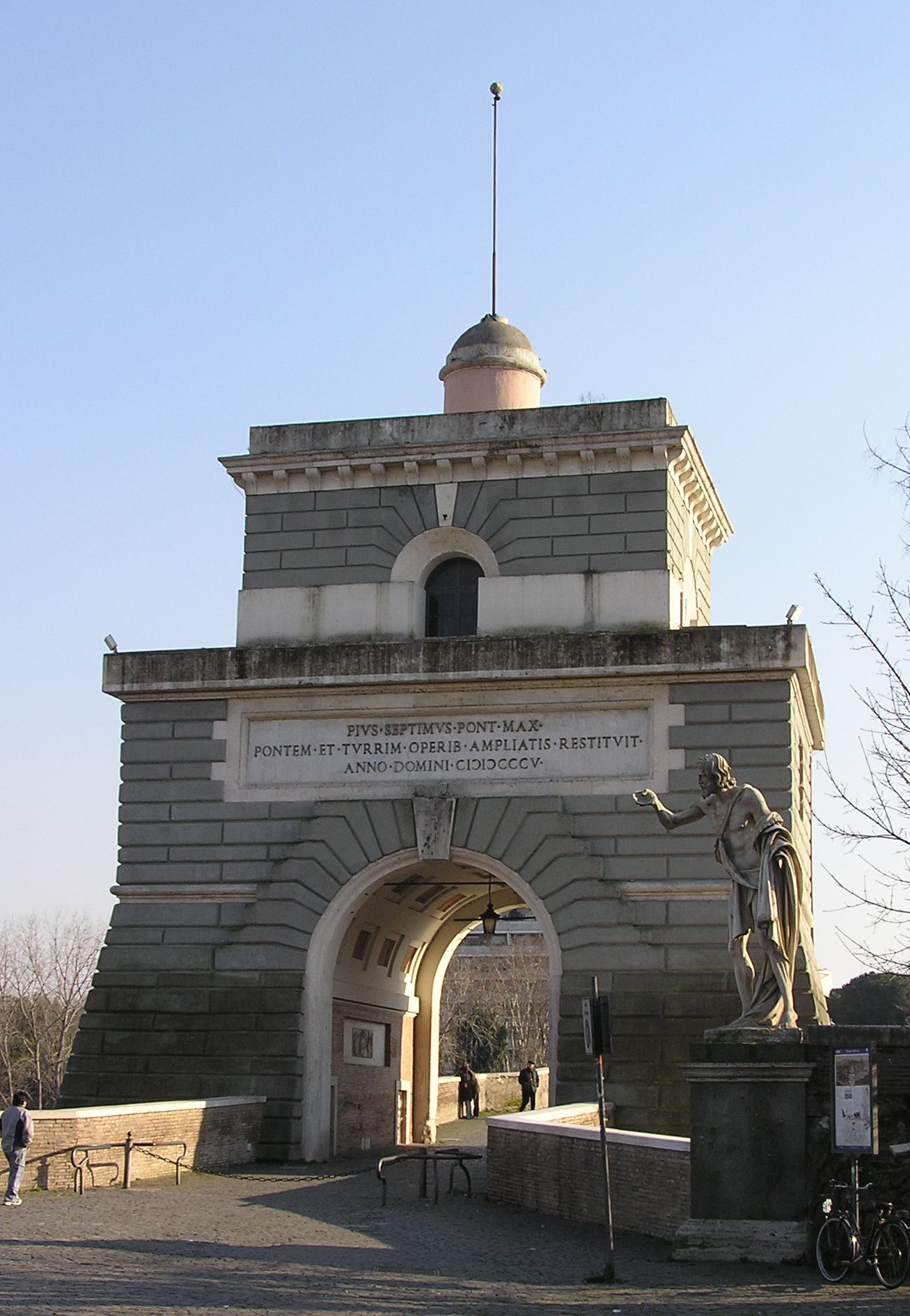
Западный павильон Мульвиева моста. 1805
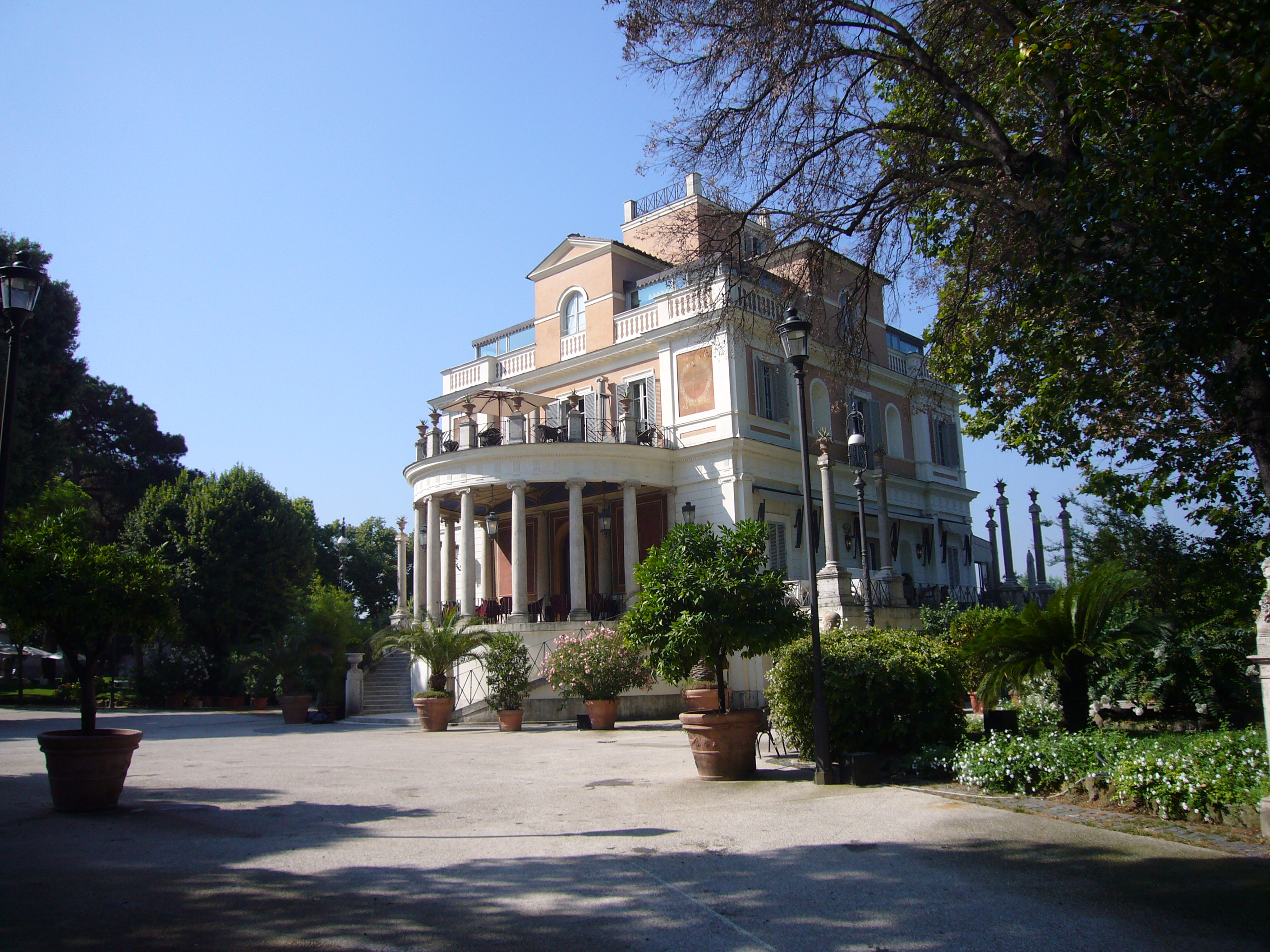
Казина Валадье в садах холма Пинчио. 1816—1817
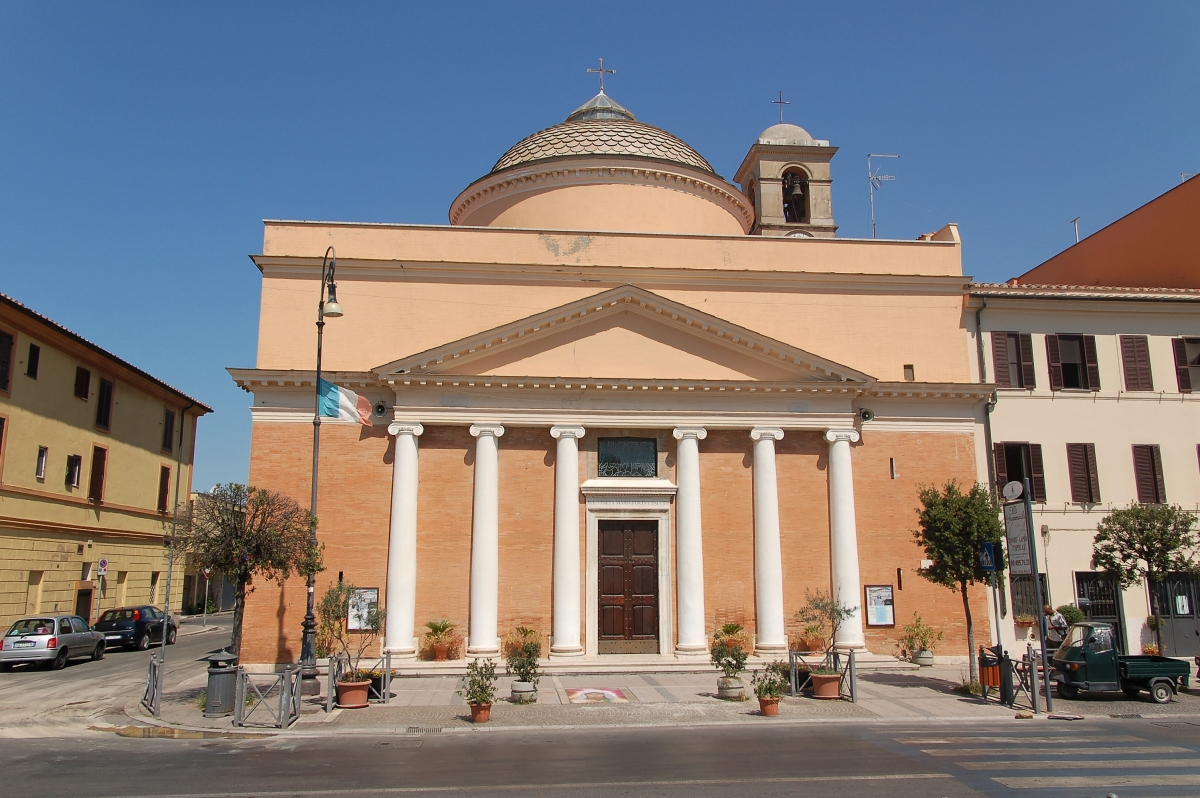
Церковь Санта-Мария-делла-Салуте. Фасад. Фьюмичино. 1822